# Jedd Ebanks
Jedd Ebanks (2 febbraio 1988) è un calciatore britannico delle Isole Cayman, di ruolo difensore.

## Carriera

### Club
Ha giocato nella massima serie del campionato delle Isole Cayman con l'Elite.

### Nazionale
Ha esordito in Nazionale nel 2008, prendendo parte a 6 incontri di qualificazione ai Mondiali 2014.

## Statistiche

### Cronologia presenze e reti in Nazionale
| Cronologia completa delle presenze e delle reti in nazionale ― Isole Cayman | Cronologia completa delle presenze e delle reti in nazionale ― Isole Cayman | Cronologia completa delle presenze e delle reti in nazionale ― Isole Cayman | Cronologia completa delle presenze e delle reti in nazionale ― Isole Cayman | Cronologia completa delle presenze e delle reti in nazionale ― Isole Cayman | Cronologia completa delle presenze e delle reti in nazionale ― Isole Cayman | Cronologia completa delle presenze e delle reti in nazionale ― Isole Cayman | Cronologia completa delle presenze e delle reti in nazionale ― Isole Cayman |
| Data                                                                        | Città                                                                       | In casa                                                                     | Risultato                                                                   | Ospiti                                                                      | Competizione                                                                | Reti                                                                        | Note                                                                        |
| --------------------------------------------------------------------------- | --------------------------------------------------------------------------- | --------------------------------------------------------------------------- | --------------------------------------------------------------------------- | --------------------------------------------------------------------------- | --------------------------------------------------------------------------- | --------------------------------------------------------------------------- | --------------------------------------------------------------------------- |
| 03-02-2008                                                                  | Devonshire Parish                                                           | Bermuda                                                                     | 1 – 1                                                                       | Isole Cayman                                                                | Qual. Mondiali 2010                                                         | -                                                                           | 4’                                                                          |
| 31-03-2008                                                                  | George Town                                                                 | Isole Cayman                                                                | 1 – 3                                                                       | Bermuda                                                                     | Qual. Mondiali 2010                                                         | -                                                                           | 38’                                                                         |
| 02-09-2011                                                                  | Paramaribo                                                                  | Suriname                                                                    | 1 – 0                                                                       | Isole Cayman                                                                | Qual. Mondiali 2014                                                         | -                                                                           |                                                                             |
| 07-09-2011                                                                  | George Town                                                                 | Isole Cayman                                                                | 1 – 4                                                                       | El Salvador                                                                 | Qual. Mondiali 2014                                                         | -                                                                           |                                                                             |
| 08-10-2011                                                                  | George Town                                                                 | Isole Cayman                                                                | 0 – 1                                                                       | Suriname                                                                    | Qual. Mondiali 2014                                                         | -                                                                           |                                                                             |
| 12-10-2011                                                                  | San Salvador                                                                | El Salvador                                                                 | 4 – 0                                                                       | Isole Cayman                                                                | Qual. Mondiali 2014                                                         | -                                                                           |                                                                             |
| 15-11-2011                                                                  | George Town                                                                 | Isole Cayman                                                                | 1 – 1                                                                       | Rep. Dominicana                                                             | Qual. Mondiali 2014                                                         | -                                                                           |                                                                             |
| 26-03-2015                                                                  | Belmopan                                                                    | Belize                                                                      | 0 – 0                                                                       | Isole Cayman                                                                | Qual. Mondiali 2018                                                         | -                                                                           |                                                                             |
| 30-03-2015                                                                  | George Town                                                                 | Isole Cayman                                                                | 1 – 1                                                                       | Belize                                                                      | Qual. Mondiali 2018                                                         | -                                                                           |                                                                             |
| Totale                                                                      |                                                                             | Presenze                                                                    | 9                                                                           |                                                                             | Reti                                                                        | 0                                                                           |                                                                             |